# Schöngrabern

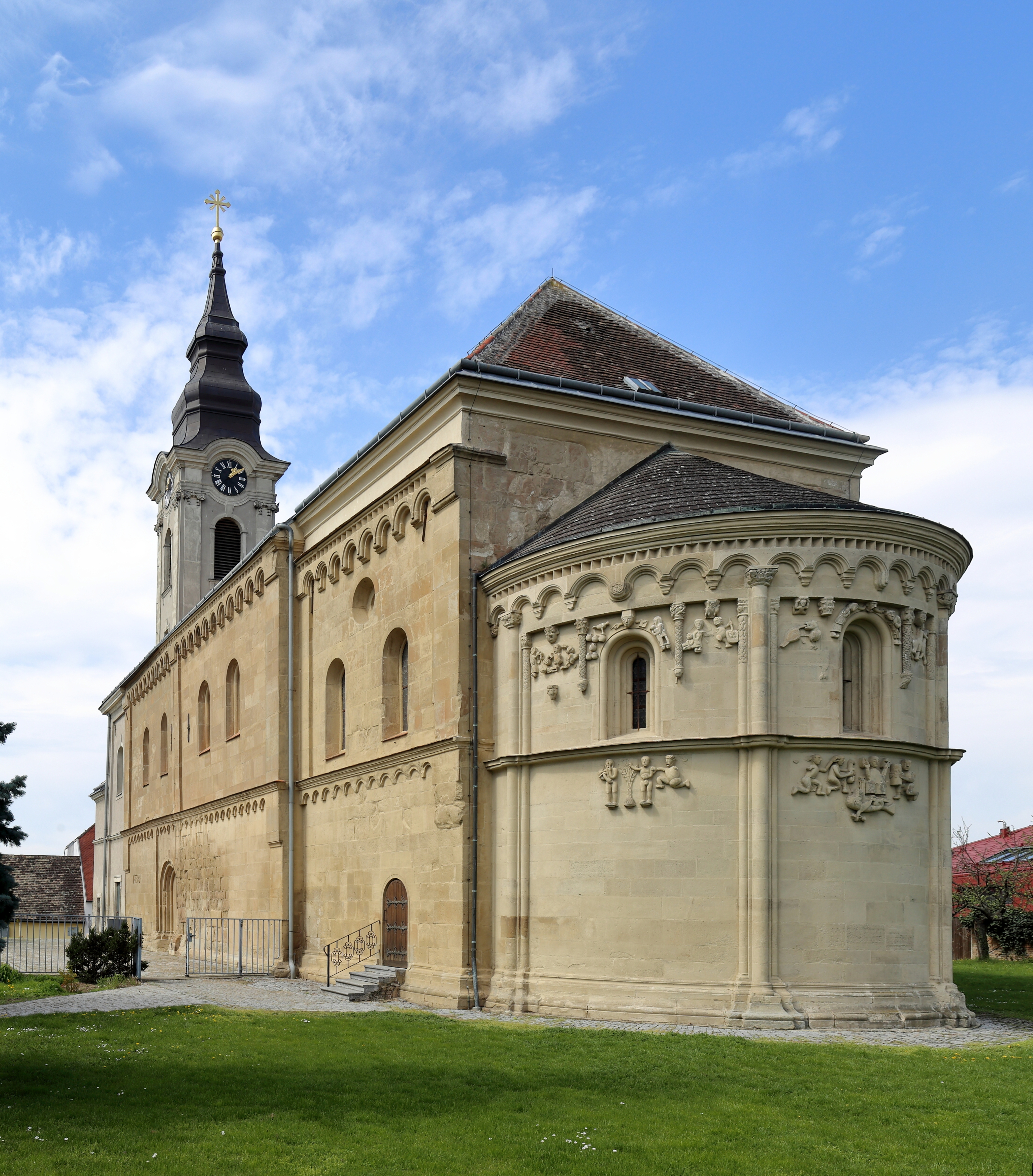
Kyrkan

Schöngrabern är en ort i det österrikiska förbundslandet Niederösterreich. Schöngrabern är huvudort i kommunen Grabern och är belägen 5 kilometer norr om distriktshuvudorten Hollabrunn. Orten har 1 035 invånare (2024).
Schöngrabern är mest känd för sin kyrka, som är en av de få romanska kyrkorna i Österrike. Kyrkan byggdes kring 1210/1230. Intressantast är den halvcirkelformade absiden som präglas av reliefer med mycket detaljrika skulpturala figurer som är unika i Österrike.